# Либурна

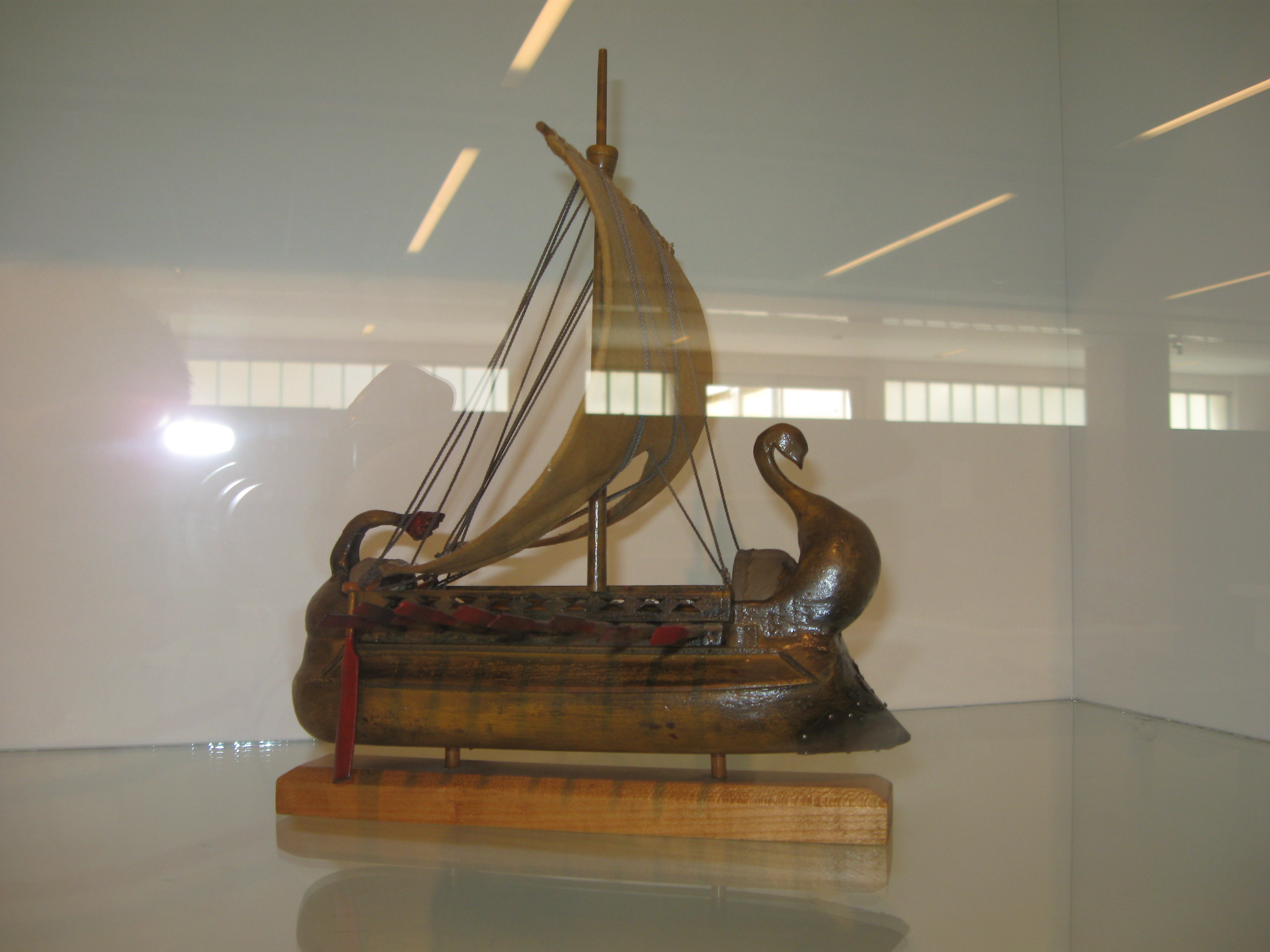
Liburna — модель реконструкции на сайте археологического музея в Задаре (Хорватия).

Либурна (лат. liburna) — военное судно Древнего Рима, распространенное со времен ранней Империи.
Судно длиной около 30 м имело острые обводы и водоизмещение до 80 т. Могло принять на борт до 120 человек. Корабли этого типа прославились в морской битве при мысе Акций, когда благодаря своей скорости и маневренности окружали и с помощью метательного оружия поджигали значительно более крупные корабли противника. Римский историк I в. Аппиан называет либурнами лёгкие быстрые суда с двумя рядами вёсел, по имени иллирийского племени либурнов, которые на таких кораблях пиратствовали в Ионийском море («События в Иллирии», 1.3). На либурны в римском флоте возлагался широкий круг задач, которые в наше время выполняют эсминцы, — разведка, охрана морской территории, борьба с пиратами, услуги связи, быстрая доставка важных грузов. Содержание кораблей обходилось значительно дешевле, чем трирем, в короткие сроки было возможно создание флотилии взамен потерянной. А в битве при Акциуме выяснилось, что либурны эффективны не только в борьбе против пиратов, но, снаряженные соответствующим образом, представляют угрозу более крупным кораблям.

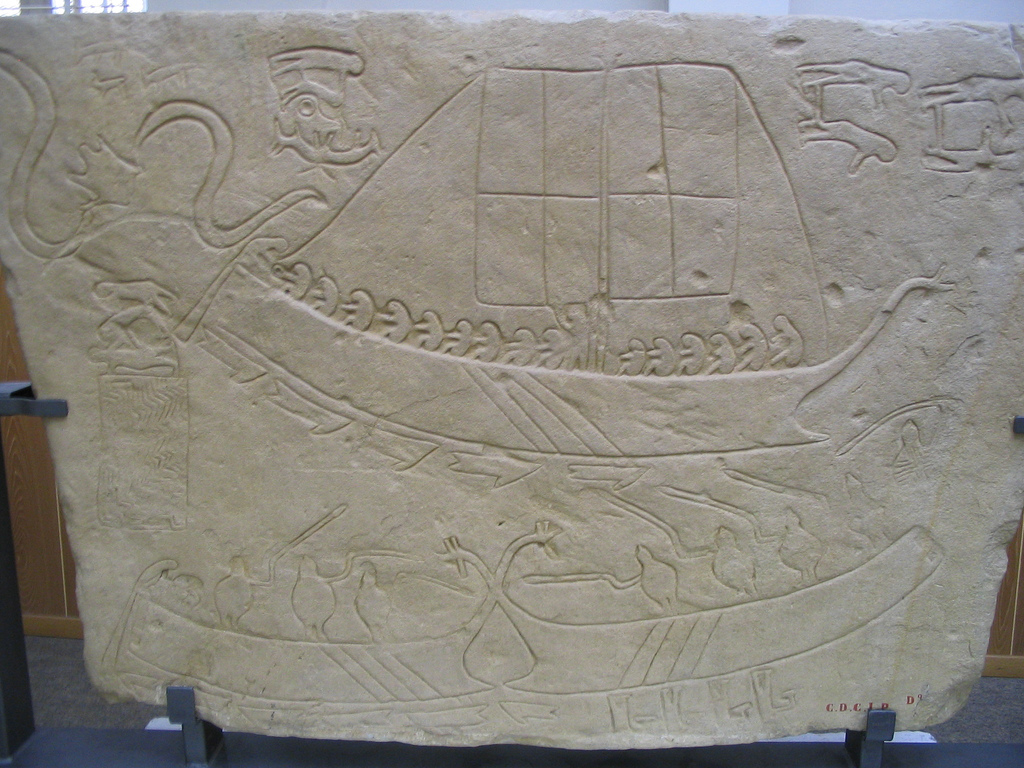
Корабли либурнов в бою. VI—V в.в. до н. э.

У либурн не было палубы, только узкий мост, соединяющий нос и корму. Небольшая кабина в задней части корабля была характерна, защищая рулевого и офицеров от более легкого метательного оружия. Экипаж состоял из 50-80 гребцов и 30-50 морских пехотинцев, в зависимости от размера корабля. Их глубина составляет около 1 м, а скорость, которую они развивают, составляет 7-8 узлов.

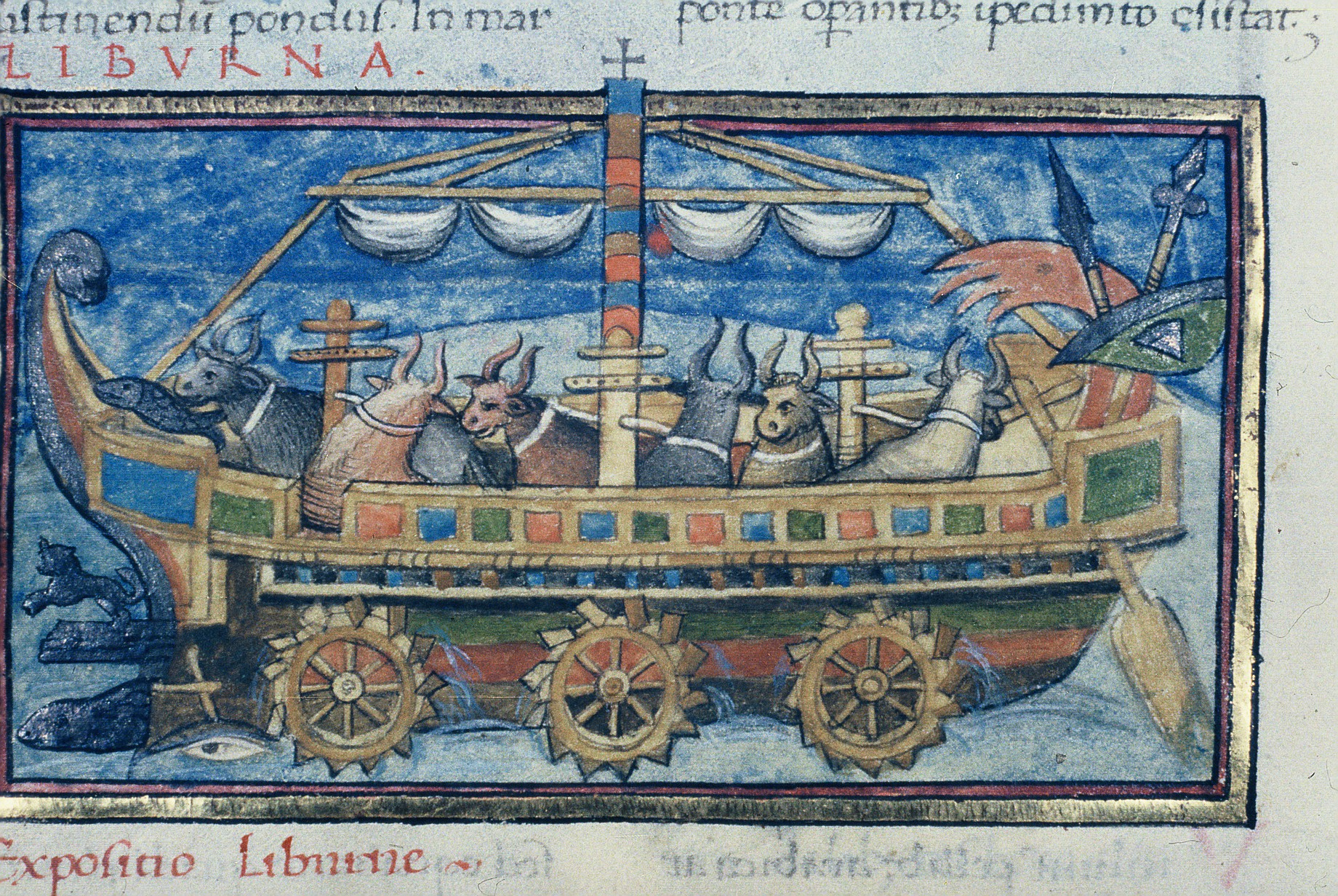
Миниатюра из издания XV века, изображающая проект либурны с гребными колёсами, приводимыми в действие тягловыми животными

Римский автор IV в. Вегеций оставил такие заметки о либурнах (4.33-37):

«Различные провинции в различные времена имели преобладающее значение в морском деле; поэтому и были корабли различного вида. Но когда Август сражался с Антонием при Акциуме, главным образом благодаря помощи либурнов был побежден Антоний. На опыте этого столь важного сражения обнаружилось, что корабли либурнов более пригодны, чем остальные. Поэтому, взявши их за образец и усвоив их название, по их подобию впоследствии римские владыки создали свой флот. Либурния является частью Далмации с главным городом Ядертиной; взяв пример с кораблей этой области, теперь и строят военные суда и называют их либурнами… 
Либурны делаются главным образом из кипариса, из домашней и дикой сосны и из ели; лучше соединять их медными, чем железными гвоздями. Хотя расход при этом будет несколько значительнее, но так как это прочнее, то это выгодно; ведь железные гвозди быстро разъедает ржавчина от тепла и влаги, медные же и в воде сохраняют свою основную металлическую основу…
Что касается величины кораблей, то самые маленькие либурны имеют по одному ряду весел; те, которые немного больше, — по два; при подходящей величине кораблей они могут получить по три, по четыре и по пяти рядов весел. И пусть это никому не кажется огромным, так как в битве при Акциуме, как передают, столкнулись между собой гораздо большие корабли, так что они имели по шести и больше рядов весел.»

Согласно Вегецию, либурны отличались от других кораблей того времени не количеством рядов вёсел, но, видимо, обводами корпуса и парусным снаряжением. С другой стороны, возможно, название либурна с лёгких судов с двумя рядами вёсел перешло на все прочие военные корабли. В последние столетия существования Римской Империи слово «либурна» стало по сути синонимично понятию «боевой корабль» — именно так употребляет его Вегеций. Острым носом либурна могла таранить судно противника. На них устанавливались шарнирно-закрепленные штурмовые мостики, метательные машины и даже башни на крупных кораблях.
В отличие от римской биремы либурны могли строиться как в двух-, так и в одноярусном варианте.